# Lisanne Kruijswijk
Lisanne Kruijswijk ('s-Gravenzande, 23 januari 2001) is een Nederlandse handbalster die uitkomt voor het Zweedse Skara HF.

## Biografie

### Clubcarrière
Kruijswijk kwam uit in de jeugdopleiding van HV Quintus. Na een korte periode bij Westfriesland/SEW, keerde ze na een knieblessure terug bij HV Quintus. Bij deze club debuteerde ze op het hoogste handbalniveau van Nederland. In april 2021 maakte Kruijswijk de overstap naar het Duitse Füchse Berlin, waar ze landgenote Fem Boeters volgde. Na een halfjaar vertrok het duo alweer uit de Duitse hoofdstad. Ze keerde terug bij HV Quintus. Na een jaar stapte ze over naar competitiegenoot HandbaL Venlo. Met deze club deed Kruijswijk mee om het kampioenschap. In 2024 maakte Kruijswijk de overstap naar het Zweedse Skara HF.

### Interlandcarrière
Als speelster van Jong Oranje kwam Alderden uit op meerdere EK's en WK's. In 2024 werd ze als gevolg van een verjonging voor het eerst opgeroepen voor het Nederlands handbalteam. Daarnaast werd Kruijswijk opgenomen in de voorselectie voor het EK 2024.